# Simbabwische Fußballnationalmannschaft
Die simbabwische Fußballnationalmannschaft, auch The Warriors genannt, repräsentiert die Zimbabwe Football Association aus dem im südlichen Afrika gelegenen Simbabwe.

## Geschichte
Bekannt war die Mannschaft bis ins Jahr 1980 als Nationalelf von Rhodesien, wie Simbabwe früher hieß.
Die Mannschaft nahm bisher noch nie an der Weltmeisterschaft teil, war jedoch für fünf Africa-Cup-Turniere qualifiziert und gewann zudem sechs Mal die Meisterschaft des südlichen Afrikas. Nach dem Scheitern in der Qualifikation für den Afrika-Cup 2013 und die Verwicklung in Spielmanipulationen wurde die Nationalmannschaft am 3. November 2012 aufgelöst. Die FIFA hatte zuvor den ehemaligen Nationaltrainer und -spieler Sunday Chidzambwa sowie die Zimbabwe Football Association Chief Executive Officer Henrietta Rushwaya wegen Spielemanipulation und 16 Spieler für 10 Jahre gesperrt.

## Turniere

### Weltmeisterschaft
- 1930: bis 1966 nicht teilgenommen
- 1970: nicht qualifiziert
- 1974: nicht qualifiziert
- 1978: nicht teilgenommen
- 1982 bis 2014: nicht qualifiziert

In der Qualifikation für die WM in Brasilien konnte Simbabwe sich gegen Ägypten, Guinea und den Nachbarn Mosambik nicht durchsetzen und hatte bereits am 9. Juni 2013 nach einer 2:4-Heimniederlage gegen Ägypten keine Chance mehr, sich zu qualifizieren.
- 2018: ausgeschlossen[4]
- 2022: nicht qualifiziert

### Afrikameisterschaft
- 1957 bis 1980: nicht teilgenommen
- 1982 bis 2002: nicht qualifiziert
- 2004: Vorrunde
- 2006: Vorrunde
- 2008 bis 2015: nicht qualifiziert
- 2017: Vorrunde
- 2019: Vorrunde
- 2022: Vorrunde
- 2024: Aufgrund des FIFA-Ausschlusses nicht teilnahmeberechtigt
- 2025: qualifiziert

### Afrikanische Nationenmeisterschaft
Bei dieser Meisterschaft sind nur Spieler spielberechtigt, die in den nationalen Meisterschaften ihrer Heimatländer spielen. Die Spiele werden von der FIFA als Freundschaftsspiele oder nicht gezählt.
- 2009: Vorrunde
- 2011: Vorrunde
- 2014: Vierter
- 2016: Vorrunde
- 2018: nicht qualifiziert
- 2020: Vorrunde (das Turnier wurde wegen der COVID-19-Pandemie in den Januar 2021 verlegt)
- 2023: Aufgrund des FIFA-Ausschlusses nicht teilnahmeberechtigt

### Südafrikameisterschaft (COSAFA Cup)
Simbabwe ist mit sechs Erfolgen Rekordsieger
- 1997: nicht qualifiziert
- 1998: Zweiter
- 1999: Viertelfinale
- 2000: Südafrikameister
- 2001: Zweiter
- 2002: Viertelfinale
- 2003: Südafrikameister
- 2004: Halbfinale
- 2005: Südafrikameister
- 2006: Halbfinale
- 2007: nicht qualifiziert
- 2008: Viertelfinale
- 2009: Südafrikameister
- 2013: Zweiter
- 2014: Turnier abgesagt
- 2015: Vorrunde
- 2016: Vorrunde
- 2017: Südafrikameister
- 2018: Südafrikameister
- 2019: Dritter
- 2020: Turnier wegen der COVID-19-Pandemie abgesagt
- 2021: Vorrunde
- 2022: nicht teilgenommen

## Bekannte Spieler

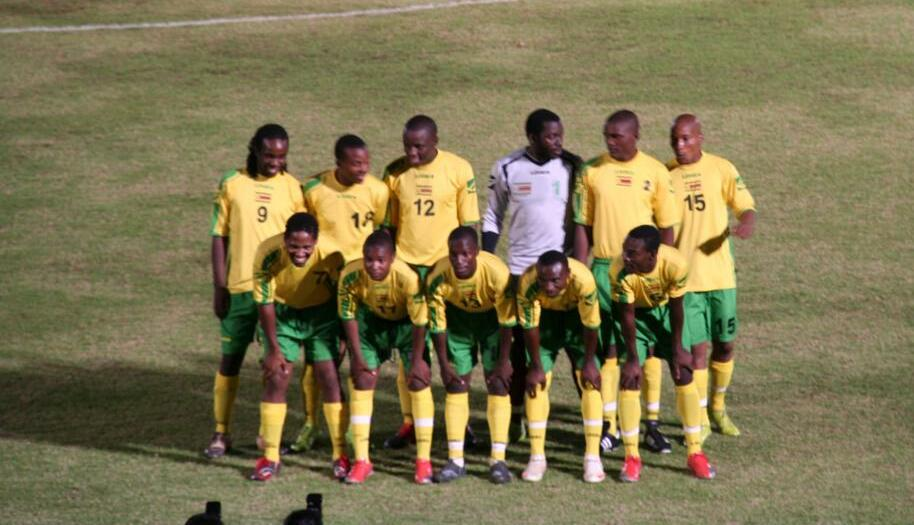
Nationalmannschaft Simbabwes 2009

- Jonah Fabisch
- Knowledge Musona
- Bradley Pritchard
- Abbas Amidu
- Peter Ndlovu
- Joseph Ngwenya
- Vitalis „Digital“ Takawira
- Benjamin Mwaruwari
- Bruce Grobbelaar
- Quincy Antipas
- Tendai Ndoro
- George Stanley Mbwando
- Norman Mapeza

## Trainer
- Reinhard Fabisch (1992–1995)
- Ian Porterfield (1994–1995)
- Rudi Gutendorf (1995–1996)
- Tom Saintfiet (2010–2011)
- Klaus-Dieter Pagels (2012–2013)
- Sunday Chidzambwa (2017–2019)
- Joey Antipas (2019–2020, interim)
- Zdravko Logarušić (2020–2021)
- Norman Mapeza (seit 2021–2022, interim)
- Shepherd Murape (2022–2023)
- Sunday Chidzambwa (2023)
- Baltemar Brito (2023–2024)
- Norman Mapeza (2024)
- Jairos Tapera (2024)
- Michael Nees (seit 2024)

## Länderspiele gegen deutschsprachige Mannschaften
|    | Datum      | Ort    | Heimmannschaft | Resultat | Gastmannschaft |
| -- | ---------- | ------ | -------------- | -------- | -------------- |
| 1. | 04.12.1983 | Harare | Simbabwe       | 3:2      | Schweiz        |

Bisher gab es keine Spiele gegen Deutschland, Österreich, Luxemburg und Liechtenstein.